# Şerafeddin Sabuncuoğlu
Sabuncuoğlu Şerafeddin (1385 –1468 ) (turco otomano:شرف الدّین صابونجی اوغلی) foi um cirurgião e médico medieval otomano.
Sabuncuoğlu foi o autor de Cerrahiyyetu'l-Haniyye (Cirurgia Imperial), o primeiro atlas ilustrado cirúrgico, e o Mücerrebname (Sobre Tentativas).
A Cerrahiyyetu'l-Haniyye (Cirurgia Imperial) foi o primeiro atlas cirúrgico e a última importante Enciclopédia médica do mundo islâmico. Porém este trabalho foi amplamente baseado em Al-Tasrif de Abu al-Qasim al-Zahrawi, Sabuncuoğlu introduziu muitas inovações por si próprio. Cirugiãs femininas também foram ilustradas pela primeira vez na Cirurgia Imperial. Uma das técnicas cirúrgicas descritas por Sabuncuoğlu foi a ligadura da artéria temporal para a enxaqueca. Esta forma de cirurgia de enxaqueca está agora desfrutando de um renascimento dirigido pelos esforços de Elliot Shevel, um cirurgião sul-africano.
Serafeddin Sabuncuoglu viveu durante o século quinze em Amásia. Durante o período inicial do Império Otomano, Amásia era um centro comercial, cultural e artístico. Durante este período, Serafeddin Sabuncuoglu praticou medicina no Hospital Amásia, que foi construído em 1308 .
Em 1465, na idade de 80 anos, escreveu um livro chamado Cirurgia Imperial. Este é o primeiro livro-texto médico ilustrado escrito em turco, consistindo de três capítulos, 191 tópicos  e 412 páginas. Existem três cópias originais manuscritas, uma na Biblioteca Fatih Millet de Istambul, uma no Departamento de História Médica Capa da Universidade de Istambul, e uma na Bibliothèque Nationale de Paris. Cada cópia se difere um pouco das outras e nenhuma está completa (1).